# Sutu laht
Sutu laht ist eine Bucht in der Landgemeinde Saaremaa im Kreis Saare auf der größten estnischen Insel Saaremaa. Der namensgebende Ort Sutu liegt direkt am Wasser.